# Christian Wood
Christian Marquise Wood (Long Beach, California, 27 de septiembre de 1995) es un baloncestista estadounidense que se encuentra sin equipo. Con 2,03 metros de estatura juega en la posición de ala-pívot.

## Trayectoria deportiva

### Universidad
Jugó dos temporadas con los Runnin' Rebels de la Universidad de Nevada Las Vegas, en las que promedió 10,4 puntos, 6,8 rebotes y 1,9 tapones por partido. En su segunda temporada fue incluido en el segundo mejor quinteto de la Mountain West Conference.
En abril de 2015 se declaró elegible para el Draft de la NBA, renunciando a los dos últimos años de universidad.

### Profesional

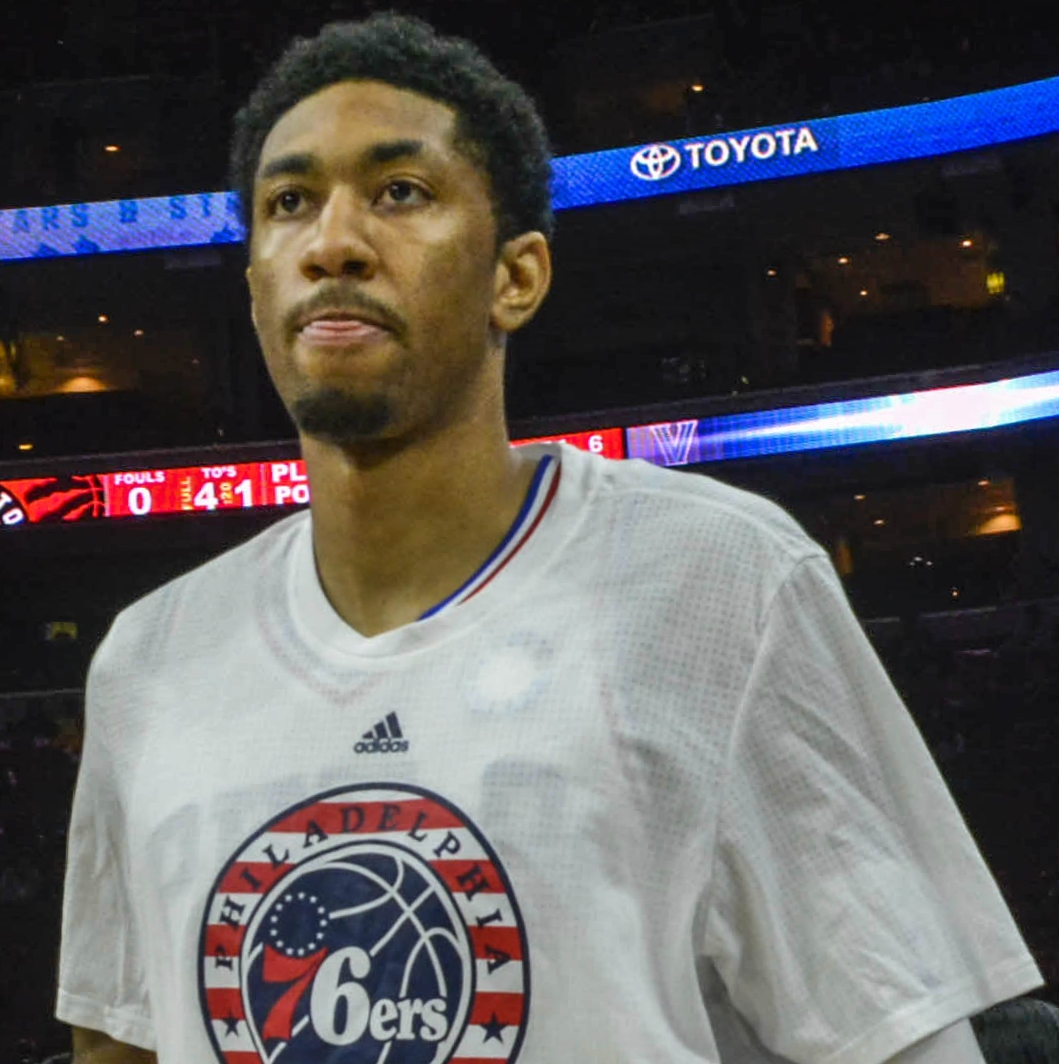
Wood con Philadelphia 76ers en 2015.

Tras no ser elegido en el Draft de la NBA de 2015, a pesar de que Sports Illustrated lo colocaba como candidato a la primera ronda, se unió a los Houston Rockets para disputar la NBA Summer League.
El 27 de septiembre de 2015 fichó por los con los Philadelphia 76ers, debutando oficialmente con el equipo el 28 de octubre ante los Boston Celtics, capturando dos rebotes en 5 minutos saliendo desde el banquillo.
El 14 de julio de 2016 firma un contrato con Charlotte Hornets.
El 9 de agosto de 2017 Wood firma con los Fujian Sturgeons de la CBA pero no llega a disputar ningún encuentro.
El 14 de agosto de 2018 firma con los Milwaukee Bucks. Tras 13 partidos con los Bucks, el 18 de marzo de 2019, es cortado. Lo que le permitió fichar, el 20 de marzo, por los New Orleans Pelicans para lo que restaba de temporada 2018-19, siendo liberado el 15 de julio.
El 17 de julio de 2019 de cara a la temporada 2019-20, es fichado por los Detroit Pistons.
Después de un buen año en Detroit donde fue titular en varios encuentros, el 20 de noviembre de 2020, ficha con Houston Rockets. El 26 de diciembre, debuta con los Rockets ante Portland Trail Blazers con 31 puntos y 13 rebotes. Titular indiscutible desde su llegada, en febrero de 2021, sufre un esguince de tobillo que lo mantiene fuera de las pistas varios partidos. El 29 de abril ante Milwaukee Bucks, anota 31 puntos.
Durante su segunda temporada en Houston, el 27 de noviembre de 2021 ante Charlotte Hornets anota 33 puntos y captura 16 rebotes. El 3 de enero de 2022, es suspendido con un encuentro por mal comportamiento. El 21 de marzo, consigue su récord personal de anotación con 39 puntos ante Washington Wizards.
Tras dos temporadas en Houston, el 15 de junio de 2022 es traspasado a Dallas Mavericks a cambio de Boban Marjanović, Sterling Brown, Trey Burke y Marquese Chriss.
El 6 de septiembre de 2023 se hace oficial su fichaje por Los Angeles Lakers.
Tras temporada y media en Los Ángeles, el 11 de febrero de 2025 es cortado por los Lakers.

## Estadísticas de su carrera en la NBA

### Temporada regular
| Año     | Equipo       | PJ  | PT  | MPP  | %TC  | %3P  | %TL  | RPP  | APP | ROB | TPP | PPP  |
| ------- | ------------ | --- | --- | ---- | ---- | ---- | ---- | ---- | --- | --- | --- | ---- |
| 2015-16 | Philadelphia | 17  | 0   | 8.5  | .415 | .364 | .619 | 2.2  | .2  | .3  | .4  | 3.6  |
| 2016-17 | Charlotte    | 13  | 0   | 8.2  | .522 | .000 | .733 | 2.2  | .2  | .2  | .5  | 2.7  |
| 2018-19 | Milwaukee    | 13  | 0   | 4.8  | .480 | .600 | .667 | 1.5  | .2  | .0  | .0  | 2.8  |
| 2018-19 | New Orleans  | 8   | 2   | 23.6 | .533 | .286 | .756 | 7.9  | .8  | .9  | 1.3 | 16.9 |
| 2019-20 | Detroit      | 62  | 12  | 21.4 | .567 | .386 | .744 | 6.3  | 1.0 | .5  | .9  | 13.1 |
| 2020-21 | Houston      | 41  | 41  | 32.3 | .514 | .374 | .631 | 9.6  | 1.7 | .8  | 1.2 | 21.0 |
| 2021-22 | Houston      | 68  | 67  | 30.8 | .501 | .390 | .623 | 10.1 | 2.3 | .8  | 1.0 | 17.9 |
| 2022-23 | Dallas       | 67  | 17  | 25.9 | .515 | .376 | .772 | 7.3  | 1.8 | .4  | 1.1 | 16.6 |
| 2023-24 | L.A. Lakers  | 50  | 1   | 17.4 | .466 | .307 | .702 | 5.1  | 1.0 | .3  | .7  | 6.9  |
| Total   | Total        | 339 | 140 | 23.2 | .514 | .372 | .694 | 7.0  | 1.4 | .5  | .9  | 13.6 |